# Picumne à sourcils blancs
Sasia ochracea
Espèce
Statut de conservation UICN

 LC  : Préoccupation mineure
Le Picumne à sourcils blancs (Sasia ochracea) est une espèce d'oiseaux de la famille des Picidae.

## Distribution et habitat
Le Picumne à sourcils blancs est natif de l'Asie du sud-est. Son aire de répartition s'étend du nord-est de l'Inde, Népal, Bhutan et Bangladesh jusqu'au Myanmar, Laos, Vietnam et Thaïlande, en passant par le sud de la Chine (sud du Yunnan). Son habitat de prédilection est la forêt dense, sèche ou humide, avec des bambous, des broussailles ou des milieux marécageux. On trouve cette espèce à des altitudes allant jusqu'à 2600m.

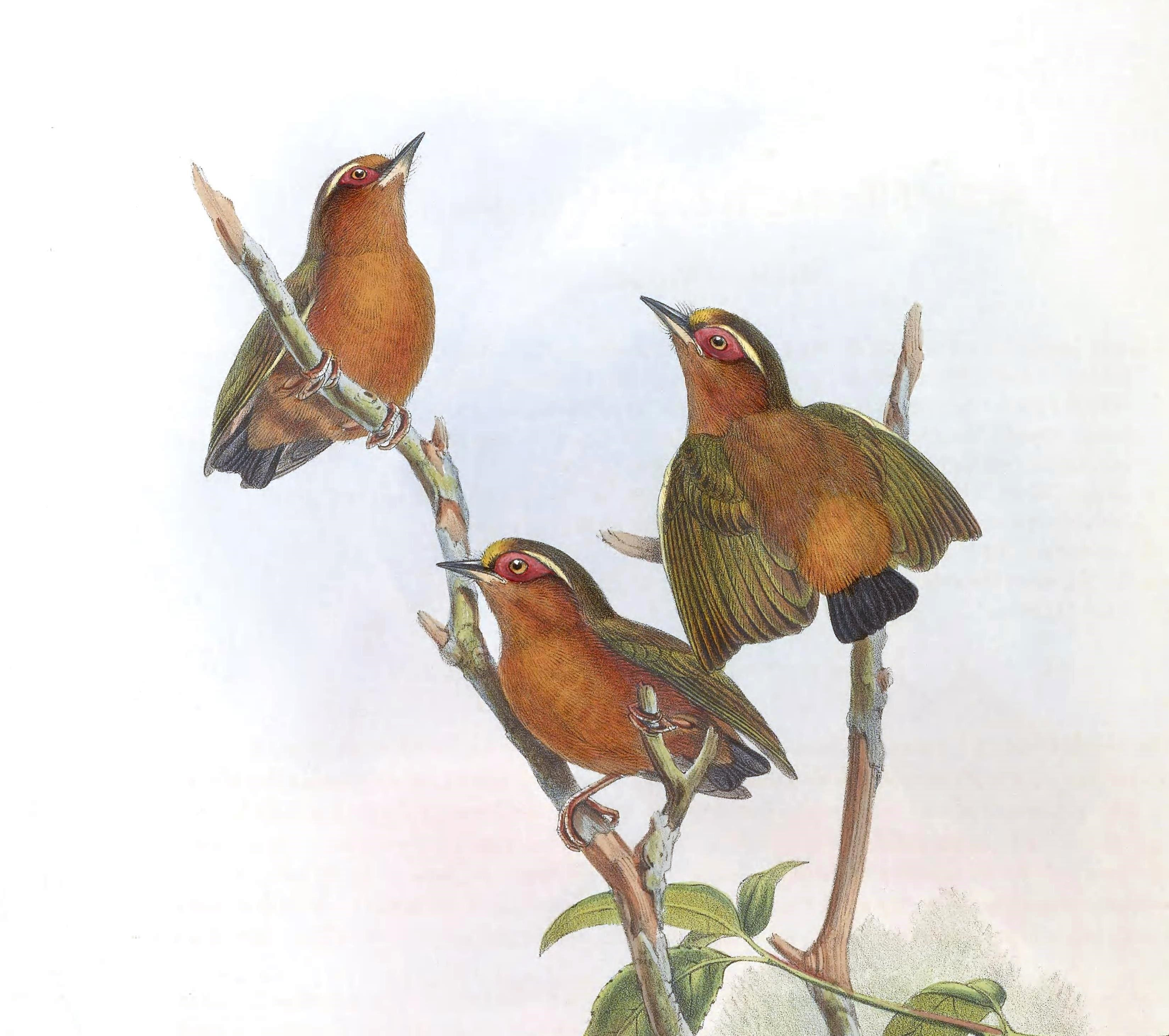
Illustration par John Gould